# Merkendorf (Mittelfranken)

Blick auf die Stadt Merkendorf

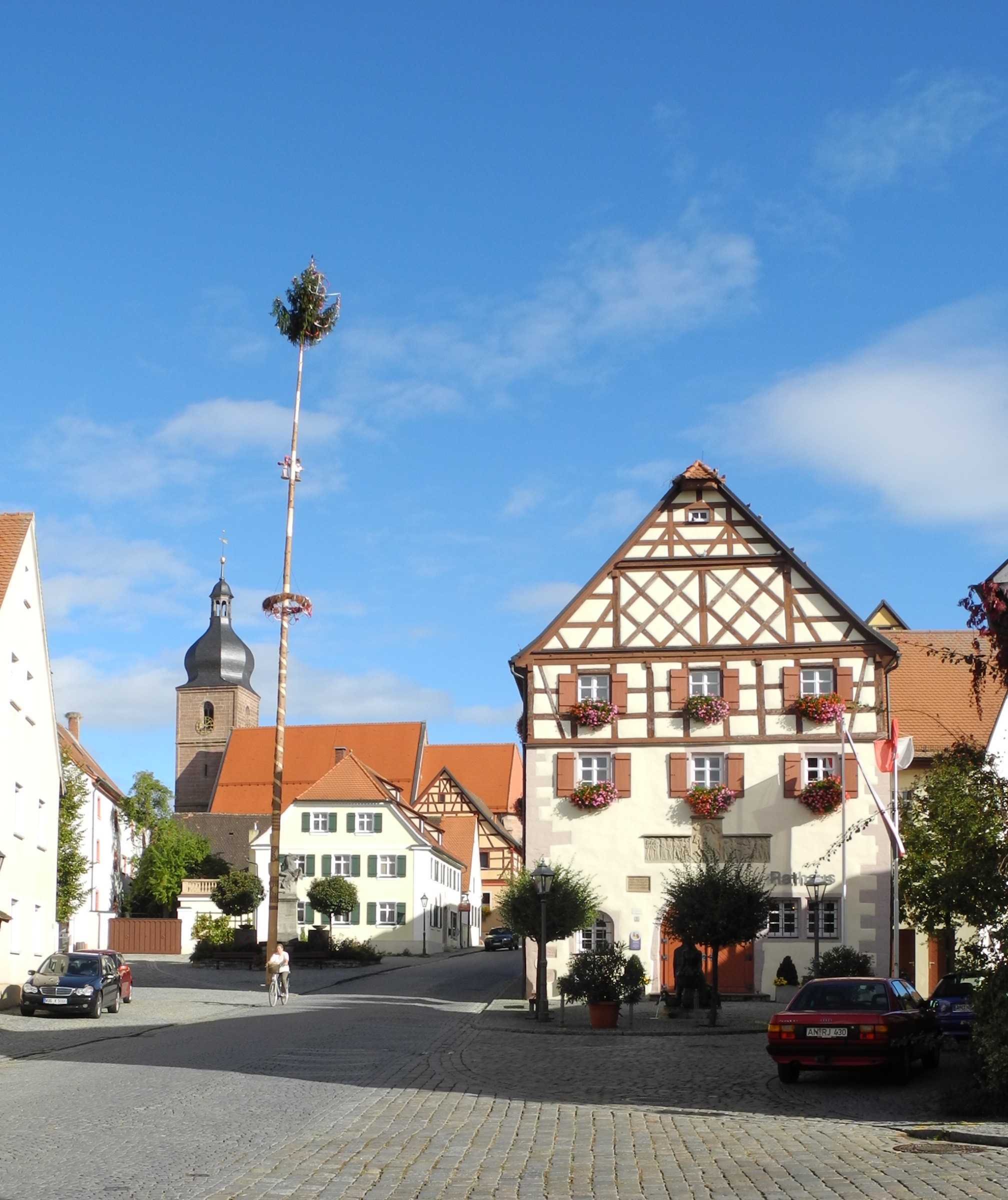
Merkendorfer Marktplatz mit Stadtkirche, Amtshaus und Rathaus

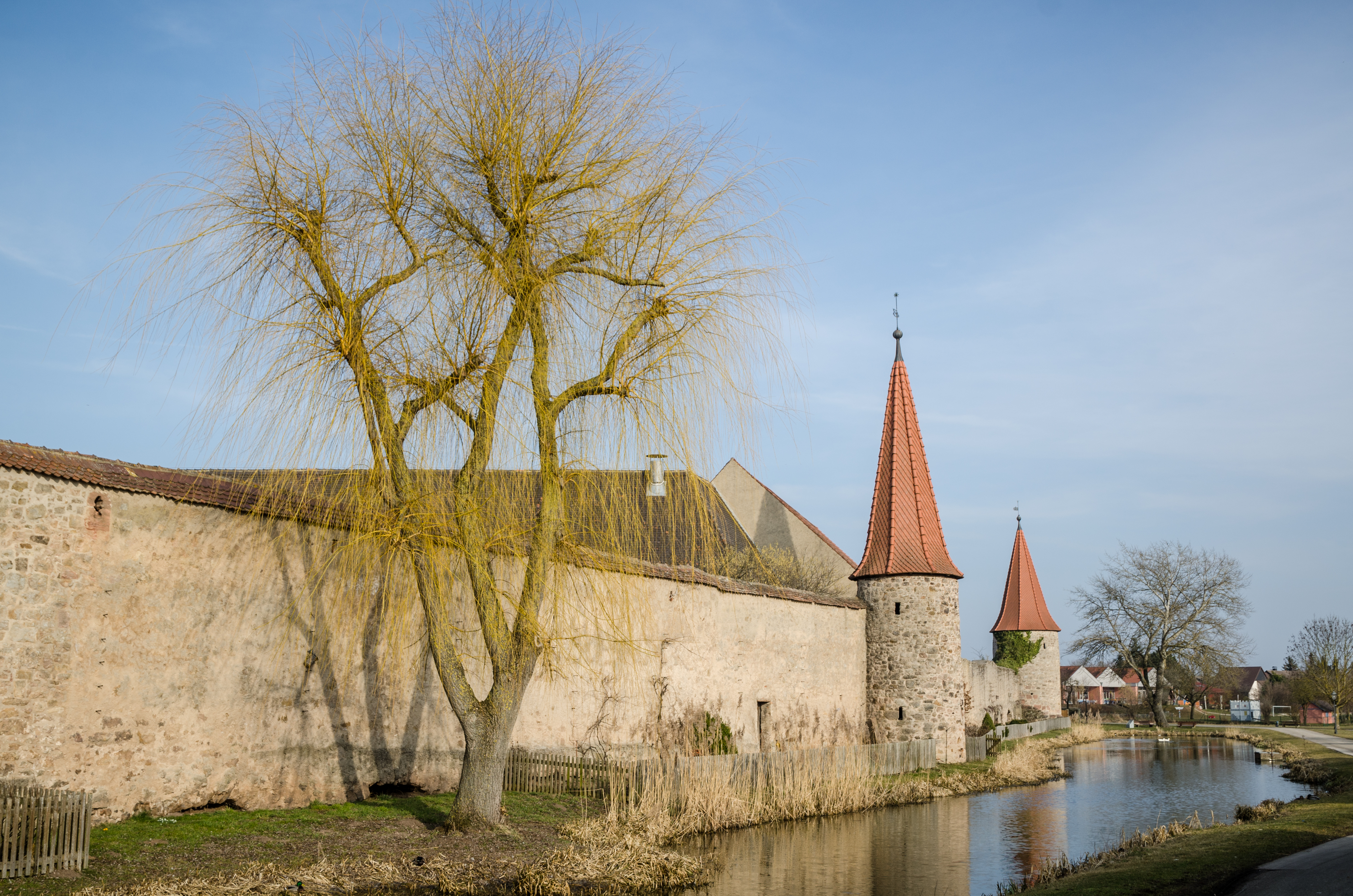
Stadtmauerpartie in Merkendorf

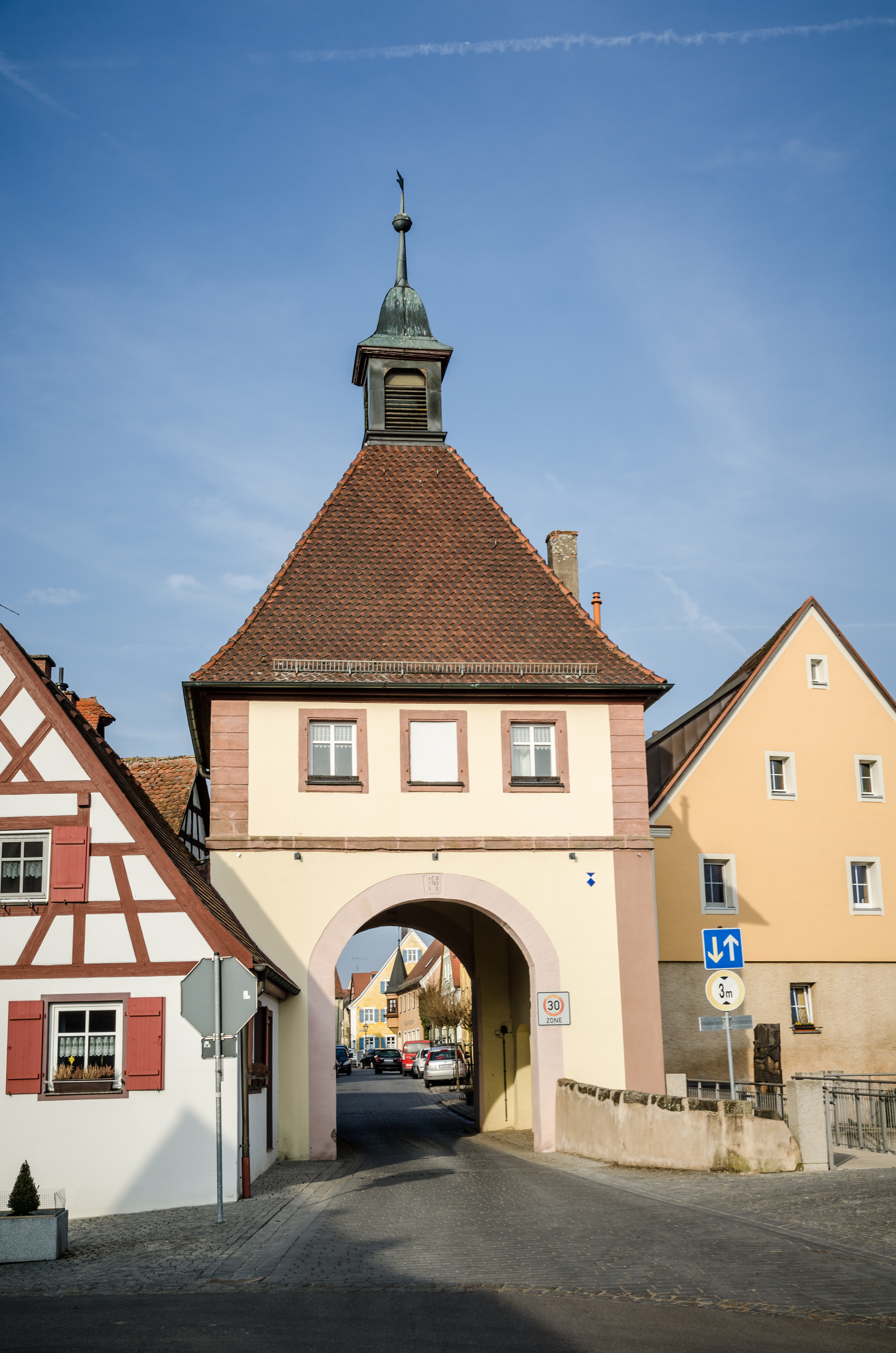
Unteres Tor in Merkendorf

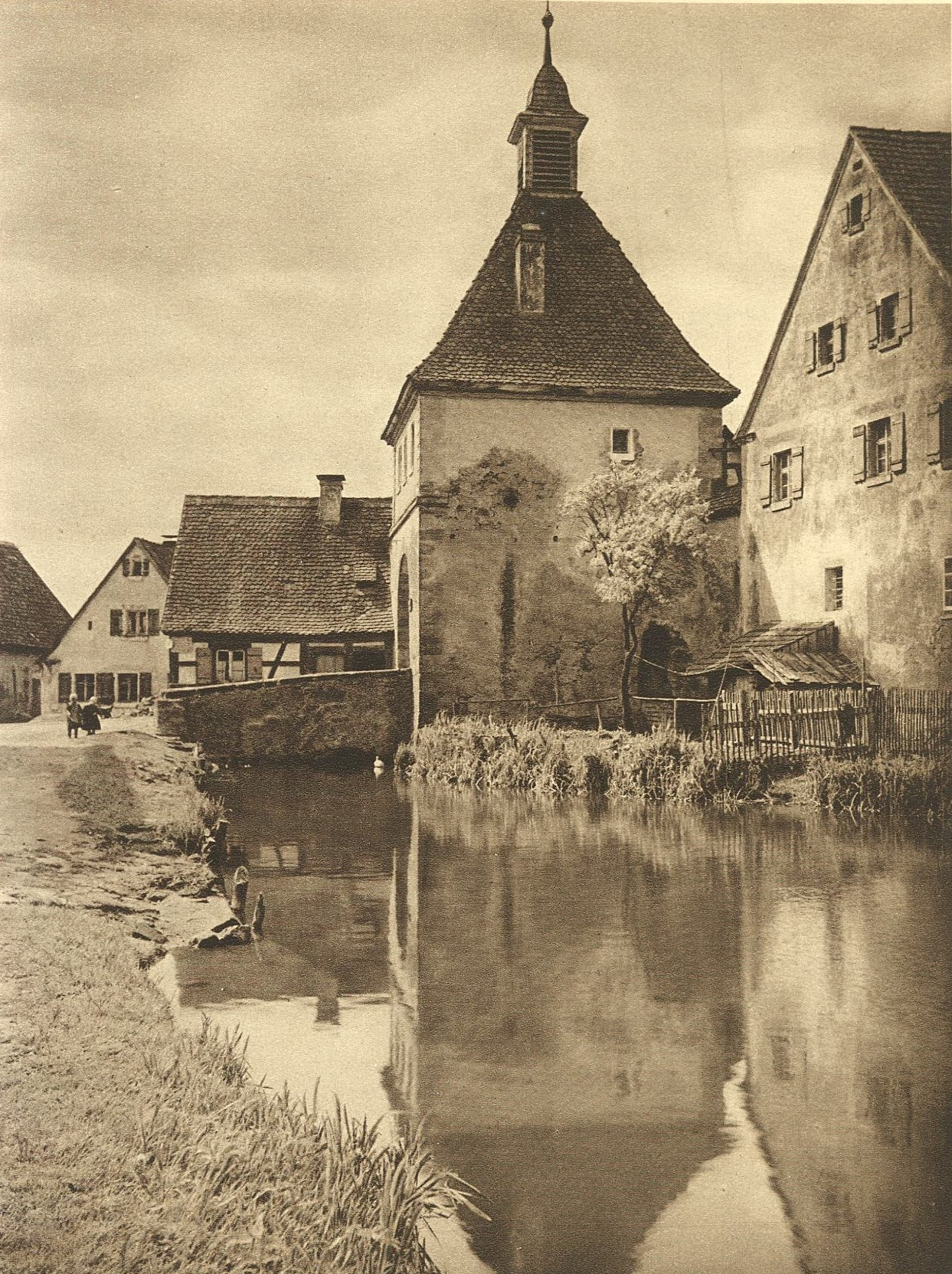
Unteres Tor mit Torwachhaus und Stadtgraben. Fotografie von Kurt Hielscher, 1924

Merkendorf (ⓘ, ostfränkisch Mergadorff; früher auch Merkendorf bei Ansbach) ist eine Stadt im Landkreis Ansbach in Mittelfranken (Bayern) und zählt zur Metropolregion Nürnberg. Sie entstand aus einer slawischen Siedlung und erhielt 1398 die Stadtrechte. Die Altstadt stammt aus dem Spätmittelalter, die Grundsteinlegung der Stadtkirche Unserer Lieben Frau erfolgte 1478. Merkendorf wurde im Dreißigjährigen Krieg von schwedischen Truppen niedergebrannt und im Zweiten Weltkrieg durch die US-Armee stark zerstört. 1978 wurden Merkendorf und fünf weitere Gemeinden in der Verwaltungsgemeinschaft Triesdorf zusammengeschlossen, der damalige Bürgermeister Heinrich Helmreich klagte jedoch erfolgreich dagegen und Merkendorf erhielt 1980 wieder seine Eigenständigkeit zurück. Heute wohnen etwa 3000 Personen in Merkendorf, das sich als Tor zum Fränkischen Seenland bezeichnet. Es ist durch seinen seit dem 18. Jahrhundert belegten Krautanbau als Krautstadt bekannt.
Merkendorf ist selbstversorgend mit elektrischem Strom aus erneuerbaren Energien. Die Landstadt liegt in der Planungsregion 8 Westmittelfranken und bildet mit dem östlich gelegenen Wolframs-Eschenbach ein Kleinzentrum.

## Geografie und Geologie
Merkendorf liegt im Südosten des Landkreises Ansbach. Sie ist die südlichste Gemeinde des Rangaus, befindet sich im östlichen Altmühltal und im nördlichen Fränkischen Seenland.
Das Stadtgebiet erstreckt sich auf einem sehr sandigen Keuperboden und liegt in der naturräumlichen Haupteinheitengruppe Fränkisches Keuper-Lias-Land.

### Nachbargemeinden
|                    | Lichtenau                                   |                     |
| Weidenbach, Ornbau | Kompassrose, die auf Nachbargemeinden zeigt | Wolframs-Eschenbach |
|                    | Muhr am See                                 |                     |

### Flächennutzung
| Nutzung                 | Größe                          |
| ----------------------- | ------------------------------ |
| Landwirtschaft          | 2057,20 ha                     |
| Wald                    | 278,03 ha                      |
| Verkehr                 | 142,77 ha                      |
| Gebäude- und Freifläche | 86,26 ha                       |
| Wasser                  | 19,40 ha                       |
| Betriebe                | 9,15 ha                        |
| Erholung                | 6,82 ha                        |
| Sonstige                | 7,21 ha                        |
| Gesamt                  | 2606,84 ha (Stand: 31.12.1992) |

### Naturschutzgebiete
Innerhalb des Stadtgebietes liegt das Naturschutzgebiet Heglauer Wasen. Es ist Teil des gemeindeübergreifenden Naturschutzgebietes Wiesmet, das sich von Ornbau über Hirschlach/Heglau bis zur Vogelinsel bei Muhr am See erstreckt.
Im Heglauer Wasen brüten viele selten gewordene Vogelarten.

### Gemeindegliederung
Die Gemeinde Merkendorf hat 12 Gemeindeteile (in Klammern ist der Siedlungstyp angegeben):
- Bammersdorf (Dorf)
- Dürrnhof (Weiler)
- Gerbersdorf (Dorf)
- Großbreitenbronn (Dorf)
- Heglau (Dorf)
- Hirschlach (Kirchdorf)
- Kleinbreitenbronn (Dorf)
- Merkendorf (Hauptort)
- Neuses (Dorf)
- Triesdorf Bahnhof (Dorf)
- Weißbachmühle (Einöde)
- Willendorf (Dorf)

Waldeck ist kein amtlich benannter Gemeindeteil.
Es gibt auf dem Gemeindegebiet die Gemarkungen Gerbersdorf, Großbreitenbronn, Heglau, Hirschlach und Merkendorf. Die Gemarkung Merkendorf hat eine Fläche von 6,567 km². Sie ist in 1527 Flurstücke aufgeteilt, die eine durchschnittliche Fläche von 4300,74 m² haben. In ihr liegen neben dem namensgebenden Ort die Gemeindeteile Triesdorf Bahnhof (zum Teil) und Weißbachmühle.

## Geschichte

### Urgeschichte bis Mittelalter
Jungsteinzeitliche Funde in der Flur Wacholder belegen, dass das Gebiet um Merkendorf schon seit etwa 4500 bis 1800 v. Chr. besiedelt war.
Merkendorf entstand im 9./10. Jahrhundert. 1249 wurde der Ort als „Mirkindorf“ erstmals urkundlich erwähnt. Bestimmungswort des Ortsnamens ist der slawische Personenname „Mьrk“ (=Mirk). Demnach ist der Ort von einem slawischen Siedler dieses Namens gegründet worden.
Um 1300 waren in Merkendorf die Herren von Muhr, die Grafen von Oettingen, das Kloster Auhausen, die Herren von Eschenbach und die Burggrafen von Nürnberg begütert. Im Jahre 1383 bestätigte der Landrichter von Graisbach, Degenhard von Gundelfingen, dem Kloster Heilsbronn, zu dessen Besitz der Ort bis 1578 gehörte, Merkendorf befestigen zu dürfen. 1398 erhielt Merkendorf auf Bestreben des Klosters Heilsbronn durch König Wenzel die Stadtrechte. 1424 genehmigte König Sigismund einen Jahrmarkt, vier Jahre später Markgraf Friedrich I. von Brandenburg einen Wochenmarkt abzuhalten. 1437 wurde der Bau einer Stadtmühle zugestanden. 1478 wurde der Grundstein der Stadtkirche gelegt, in der 1524 die erste evangelische Predigt gehalten wurde.

### Neuzeit
1506 stattete der römisch-deutsche König Maximilian I. der Stadt einen Besuch ab und wurde im heutigen Rathaus willkommen geheißen.
Im Jahre 1535 wurden erstmals ein Stadtvogt und 1546 ein Stadtschreiber erwähnt. Ein Stadtbrauhaus wurde 1542 errichtet, seit 1599 war in Merkendorf eine große Leinenweberzunft bekannt.
Von 1578 bis 1792 gehörte Merkendorf zum Gebiet des Fürstentums Ansbach.
Im 16-Punkte-Bericht des Oberamts Windsbach aus dem Jahr 1608 wurden für Merkendorf 84 Mannschaften verzeichnet, die alle das Verwalteramt Merkendorf als Grundherrn hatten. 66 Mannschaften lebten innerhalb und 18 Mannschaften außerhalb der Stadtmauer. Außerdem gab es ein Pfarrhaus, Schulhaus, Stadthaus, Schreibershaus und 2 Hirtenhäuser. Das Hochgericht übte das brandenburg-ansbachische Kasten- und Stadtvogteiamt Windsbach aus. Im 16-Punkte-Bericht des heilsbronnischen Vogtamts Merkendorf aus dem Jahr 1616 wurden die 84 Mannschaften als 9 Höfe und 75 Güter näher qualifiziert.
Während des Dreißigjährigen Krieges musste Merkendorf immer wieder Einquartierungen hinnehmen, so 1626 von lauenburgischen und pollandischen Truppen. Von 1632 bis 1634 wurde Merkendorf wiederholt von plündernden Söldnern heimgesucht. 1640 waren nur noch acht Familien in der Stadt, die anderen waren geflohen.
Am 12. März 1648 war die Stadt mit geflohenen Landbewohnern, schwedischen Reitern und Vieh überfüllt. Beim Abzug der Schweden entstand Feuer, das nur 25 meist kleinere Häuser verschonte. In den Folgejahren wurden der Ort und die Stadtkirche wieder aufgebaut, die 1655 wiedergeweiht wurde. Während des Siebenjährigen Krieges (1756–1763) gab es erneut Einquartierungen in Merkendorf.
Gegen Ende des 18. Jahrhunderts gab es 127 Anwesen. Das Hochgericht übte weiterhin das Kasten- und Stadtvogteiamt Windsbach aus, die Stadtherrschaft hatte das Verwalteramt Merkendorf inne. Alle Anwesen hatten Brandenburg-Ansbach (Verwalteramt Merkendorf: 126, Kastenamt Windsbach: 1) als Grundherrn. Außerdem gab es herrschaftliche, kommunale und kirchliche Gebäude.
Vom 1792 bis 1806 war das Ansbacher Markgrafentum an Preußen angegliedert. Von 1797 bis 1808 unterstand Merkendorf dem Justiz- und Kammeramt Windsbach. Es gab zu dieser Zeit 103 Untertansfamilien.

### 19. Jahrhundert
Mit der Rheinbundakte und der Auflösung des Markgrafentums Ansbach fiel Merkendorf 1806 an das Königreich Bayern. Im Rahmen des Gemeindeedikts wurde im Jahre 1808 der Steuerdistrikt Merkendorf gebildet, zu dem Dürrnhof gehörte. Die Munizipalgemeinde Merkendorf entstand 1810 und war deckungsgleich mit dem Steuerdistrikt Merkendorf. Sie war in Verwaltung und Gerichtsbarkeit dem Landgericht Heilsbronn zugeordnet und in der Finanzverwaltung dem Rentamt Windsbach. Mit dem Zweiten Gemeindeedikt (1818) wurde Dürrnhof nach Heglau umgemeindet. Nach 1820 jedoch spätestens 1824 wurde Weißbachmühle nach Merkendorf umgemeindet. 1830 erhielt Merkendorf den Status einer Landgemeinde. Von 1857 bis 1862 gehörte Merkendorf zum Landgericht Gunzenhausen, ab 1862 zum Bezirksamt Gunzenhausen (1939 in Landkreis Gunzenhausen umbenannt) und ab 1865 zum Rentamt Gunzenhausen (1919 in Finanzamt Gunzenhausen umbenannt). Die Gerichtsbarkeit blieb beim Landgericht Gunzenhausen (1879 in Amtsgericht Gunzenhausen umbenannt). Die Gemeinde hatte 1964 eine Gebietsfläche von 6,593 km².
Im Jahre 1873 wurde die Friedenseiche am Gänswasen zur Erinnerung an die gefallenen Merkendorfer Soldaten im Deutsch-Französischen Krieg gepflanzt. Ein Jahr darauf wurde die Freiwillige Feuerwehr Merkendorf ins Leben gerufen und 1875 der Kriegerverein als Kampfgenossenverein gegründet. 1880 wurde eine Gendarmeriestation eingerichtet, 1886 die Sparkasse eröffnet und 1891 eine Postagentur und Telegraphenanstalt errichtet.

### 20. Jahrhundert
1902 wurde der Friedhof erweitert und die Leichenhalle errichtet. Der Anschluss an das Stromnetz des Fränkischen Überlandwerkes folgte 1910.
Im Jahre 1914 zogen auch Merkendorfer in den Ersten Weltkrieg, von denen die meisten während der Kämpfe fielen.  Die Kriegsbegeisterung war, wie im gesamten Deutschen Kaiserreich, in der Stadt sehr hoch.
1933 musste der gesamte Stadtrat aufgrund des Gleichschaltungsgesetzes vom 7. April 1933 zurücktreten. Es gab nur zwei Listen für die Neuwahl des Stadtrates, andere Parteien wurden nicht zugelassen. Die NSDAP erhielt sieben Sitze und die Kampffront Schwarz-Weiß-Rot einen Sitz. Bürgermeister blieben Wilhelm Hellein und Johann Buchner.
Im selben Jahr wurde der Marktplatz in Hindenburg-Platz, der Sportplatz in Adolf-Hitler-Platz, die Hauptstraße vom Oberen Tor bis zur Reichsstraße 13 in Adolf-Hitler-Straße und die Adlerstraße in Ritter-von-Epp-Straße umbenannt. Da in der Stadt keine Juden lebten, gab es keine antisemitischen Ausschreitungen. 1939 wurden 142 junge Männer zum Kriegsdienst einberufen, von denen im Zweiten Weltkrieg 41 ihr Leben verloren oder vermisst wurden. Am Mittwoch, den 18. April 1945, beschossen beim Kampf um die Stadt heranrückende US-Amerikaner den Ort. Einige Gebäude gingen dabei in Flammen auf, darunter auch die Stadtkirche, die vollständig ausbrannte. Rund 400 Heimatvertriebene aus dem Sudetenland und Ungarn kamen nach dem Zweiten Weltkrieg in der Stadt an.
Seit dem 1. Juli 1972 gehört Merkendorf zum Landkreis Ansbach, ein Jahr später wurde es dem Amtsgericht Ansbach und dem Finanzamt Ansbach zugeordnet. Die Kommune verlor 1978 ihre Verwaltungseigenständigkeit und wurde mit weiteren fünf Gemeinden zur Verwaltungsgemeinschaft Triesdorf zusammengeschlossen. Der damalige Bürgermeister Heinrich Helmreich klagte jedoch vor diversen Gerichten erfolgreich dagegen. Ihre Eigenständigkeit erlangte die Stadt schließlich 1980 wieder.

### Eingemeindungen
Im Zuge der Gebietsreform in Bayern wurde am 1. Januar 1971 die Gemeinde Heglau eingegliedert. Der namensgebende Ort der Gemeinde Gerbersdorf kam am 1. Juli 1972 hinzu. Die Gemeinden Großbreitenbronn und Hirschlach folgten am 1. Mai 1978.

### Einwohnerentwicklung
Im Zeitraum 1988 bis 2018 stieg die Einwohnerzahl von 2153 auf 3000 um 847 Einwohner bzw. um 39,3 %.
Gemeinde Merkendorf
| Jahr      | 1818   | 1840   | 1852   | 1861   | 1867   | 1871   | 1875   | 1880   | 1885   | 1890   | 1895   | 1900   | 1905   | 1910   | 1919   | 1925   | 1933   | 1939   | 1946   | 1950   | 1961   | 1970   | 1987   | 1992 | 1995   | 2001 | 2005   | 2010   | 2015   | 2020   |
| Einwohner | 767    | 779    | 801    | 767    | 790    | 815    | 802    | 812    | 828    | 825    | 832    | 825    | 827    | 830    | 805    | 801    | 813    | 756    | 1102   | 1220   | 1071   | 1210   | 2174   | 2360 | 2620   | 2736 | 2845   | 2753   | 2861   | 3035   |
| Häuser    | 143    | 148    | 146    |        |        | 146    |        |        | 156    | 156    |        | 157    |        |        |        | 154    |        |        |        | 165    | 197    |        | 531    |      |        |      |        |        | 820    |        |
| Quelle    | [ 40 ] | [ 41 ] | [ 42 ] | [ 43 ] | [ 44 ] | [ 45 ] | [ 46 ] | [ 47 ] | [ 30 ] | [ 48 ] | [ 49 ] | [ 50 ] | [ 49 ] | [ 51 ] | [ 49 ] | [ 52 ] | [ 49 ] | [ 49 ] | [ 49 ] | [ 53 ] | [ 54 ] | [ 55 ] | [ 56 ] |      | [ 57 ] |      | [ 57 ] | [ 58 ] | [ 58 ] | [ 59 ] |

Ort Merkendorf
| Jahr      | 001818 | 001840 | 001852 | 001861 | 001871 | 001885 | 001900 | 001925 | 001950 | 001961 | 001970 | 001987 | 001991 | 002010 | 002013 | 002020 |
| Einwohner | 767    | 773    | 795    | 767    | 806    | 823    | 816    | 796    | 1207   | 1060   | 1202   | 1291   | 1447   | 1997   | 2025   | 2300   |
| Häuser    | 143    | 147    | 146    |        |        | 154    | 157    | 153    | 163    | 195    |        | 450    |        |        |        |        |
| Quelle    | [ 40 ] | [ 41 ] | [ 42 ] | [ 43 ] | [ 45 ] | [ 30 ] | [ 50 ] | [ 52 ] | [ 53 ] | [ 54 ] | [ 55 ] | [ 56 ] | [ 60 ] | [ 59 ] | [ 61 ] | [ 62 ] |

1. 1 2  Es sind nur bewohnte Häuser angegeben. Im Jahre 1818 wurden diese als Feuerstellen bezeichnet, 1840, 1852 als Häuser und 1871 bis 2015 als Wohngebäude.

## Staatsangehörigkeit
Von der im Jahr 2020 in Merkendorf lebenden Bevölkerung haben 3018 Menschen die deutsche Staatsangehörigkeit, 97 stammen aus einem Mitgliedsstaat der Europäischen Union und 124 kommen aus einem anderen Teil der Welt.

## Religion
Die Mehrheit der Einwohner von Merkendorf ist mit 61 % (2014: 65 %) evangelischen Bekenntnisses und gehört der Kirchengemeinde Unserer Lieben Frau (Merkendorf) an. Die Protestanten des Ortsteils Hirschlach sind zu einer eigenen Kirchengemeinde gepfarrt. 18 % (20 %) der Bevölkerung Merkendorfs sind katholisch und werden von der Pfarrgemeinde Wolframs-Eschenbach betreut. 21 % (16 %) gehören einer anderen oder keiner Glaubensgemeinschaft an (Stand: 2020).

## Politik

### Bürgermeister seit 1923
| Bürgermeister      | Partei          | Amtszeit               | Anmerkungen |
| ------------------ | --------------- | ---------------------- | --- |
| Wilhelm Hellein    |                 | 1923–1935              | verstarb während der Amtszeit am 19. Mai |
| Wilhelm Linck      |                 | 1935–1945              | Kriegsdienst 1941–1945 |
| Georg Zippel       |                 | 1941–1945              | führte in dieser Zeit als Erster Beigeordneter die Amtsgeschäfte |
| August Schuler     |                 | 1. Mai–31. August 1945 | wurde von der amerikanischen Militärregierung eingesetzt |
| Johann Winkler     |                 | 1945–1946              | verstarb während der Amtszeit am 28. September |
| Johann Sichart     |                 | 1946–1966              | Kreisrat im Kreistag von Gunzenhausen, Inhaber des Ehrentellers des Landkreises Gunzenhausen |
| Heinrich Helmreich | CSU             | 1966–1984              | Träger des Bundesverdienstkreuzes am Bande, Inhaber der Kommunalen Verdienstmedaille in Bronze, Ehrenbürger der Stadt Merkendorf |
| Karl Huber         | CSU             | 1984–2002              | Kreisrat im Kreistag von Gunzenhausen von 1966 bis 1972 und des Großkreises Ansbach von 1972 bis 2008, Träger des Bundesverdienstkreuzes am Bande, Inhaber der Kommunalen Verdienstmedaillen in Silber und Bronze sowie der Goldenen Landkreismedaille des Landkreises Ansbach, seit 2011 Ehrenbürger der Stadt Merkendorf |
| Hans Popp          | Bürgerforum/CSU | 2002–2020              | Seit 2008 Kreisrat im Kreistag von Ansbach, seit 2018 Bezirksrat im Bezirkstag von Mittelfranken, Inhaber der Kommunalen Verdienstmedaille in Bronze |
| Stefan Bach        | Bürgerforum     | seit 1. Mai 2020       | |

### Bürgermeisterwahlen
| Wahljahr | Kandidat 1                  | Kandidat 2              | Ergebnis           | Quelle |
| -------- | --------------------------- | ----------------------- | ------------------ | ------ |
| 1996     | Karl Huber (CSU)            | Hans Popp (Bürgerforum) | 55,70 % zu 44,20 % | [ 66 ] |
| 2002     | Werner Fetz (CSU)           | Hans Popp (Bürgerforum) | 46,43 % zu 53,57 % | [ 67 ] |
| 2008     | Hans Popp (Bürgerforum/CSU) |                         | 90,23 %            | [ 68 ] |
| 2014     | Hans Popp (Bürgerforum/CSU) | Ulrike Philipp (Grüne)  | 66,97 % zu 33,03 % | [ 69 ] |
| 2020     | Stefan Bach (Bürgerforum)   | Jeffrey Hausmann (BAMO) | 69,20 % zu 30,80 % | [ 70 ] |

Bei der Bürgermeisterwahl 2020 setzte sich Stefan Bach (Bürgerforum) mit 69,20 % gegen seinen Mitbewerber Jeffrey Hausmann (BAMO) durch, der 30,80 % der Stimmen erhielt. Amtsinhaber Hans Popp (Bürgerforum/CSU) trat nicht mehr an.
Neben dem hauptberuflichen Bürgermeister gibt es zwei ehrenamtliche Stellvertreter. Der Zweite und Dritte Bürgermeister werden durch den Stadtrat aus seiner Mitte bestimmt.
- Erster Bürgermeister: Stefan Bach (Bürgerforum)
- Zweiter Bürgermeister: Herbert Argmann (Bürgerforum)
- Dritte Bürgermeisterin: Heike Bogenreuther (Bürgerforum)

(Stand: Kommunalwahl und Wahl des Zweiten und Dritten Bürgermeisters im Stadtrat 2020)
- Bürgerforum: 8
- BAMO: 4
- CSU: 2

### Stadtrat
Der Stadtrat von Merkendorf hat 14 Mitglieder. Dem Gremium gehört zusätzlich der hauptamtliche Erste Bürgermeister an.
| Jahr | CSU/Unabhängige Bürger Merkendorf * | Grüne | Bürgerforum Merkendorf | BürgerAllianz Merkendorf und Ortsteile | Altbürger Großbreitenbronn | Gesamt   |
| 1990 | 8                                   | n. a. | 4                      | n. a.                                  | 2                          | 14 Sitze |
| 1996 | 6                                   | n. a. | 6                      | n. a.                                  | 2                          | 14 Sitze |
| 2002 | 4                                   | n. a. | 8                      | n. a.                                  | 2                          | 14 Sitze |
| 2008 | 4                                   | n. a. | 8                      | n. a.                                  | 2                          | 14 Sitze |
| 2014 | 4                                   | 4     | 6                      | n. a.                                  | n. a.                      | 14 Sitze |
| 2020 | 2                                   | n. a. | 8                      | 4                                      | n. a.                      | 14 Sitze |

Im Fokus der Arbeit des Stadtrates stand von 2000 bis 2006 vor allem die Tilgung der Schulden, die im Jahr 2012 erfolgreich abgeschlossen wurde. Seit 2006 werden umfangreiche Dorferneuerungsmaßnahmen durchgeführt und der Altort von Merkendorf verschönert.

### Parteien und politische Gruppierungen
In Merkendorf existieren Ortsverbände der CSU, der Jungen Union, der BürgerAllianz Merkendorf und Ortsteile (BAMO), des Bürgerforums Merkendorf (zwei überparteiliche Wählergemeinschaften) und der Grünen.

### Wappen und Flagge
Wappen
| Wappen Stadt Merkendorf | Blasonierung: „In Silber ein durchgehendes rotes Andreaskreuz, überdeckt mit einem gesenkten schwarzen Anker.“ |
| Wappen Stadt Merkendorf | Wappenbegründung: Das Wappen zeigt einen durchgehenden roten Schragen (Andreaskreuz), belegt mit einem gesenkten schwarzen Anker. Das älteste Merkendorfer Stadtsiegel datiert aus dem Jahr 1473 und zeigt den Großbuchstaben M in abgerundeter Form, überlagert von einem Andreaskreuz. Im Laufe der Zeit wurden die beiden runden Schenkel des Buchstabens M mit Pfeilspitzen versehen, sodass man später das M als Anker deutete. Es gibt verschiedene Deutungsversuche: Einmal wurde das Andreaskreuz als Schwedenkreuz angesehen. Der Anker wurde in Verbindung mit dem Fontänenwappen des Klosters Heilsbronn gebracht, da dieses einst viele Besitzungen in Merkendorf hatte. Die wahrscheinlichste Deutung ist, dass der Anker früher einmal den Anfangsbuchstaben des Stadtnamens darstellte. Das Andreaskreuz ist dem Stammwappen der Grafen von Oettingen, einer früheren Ortsherrschaft, entnommen. |

Flagge
Die Kommune hat eine schwarz-weiß-rote Gemeindeflagge, die der Stadtrat 1997 beschlossen hatte.

### Logo

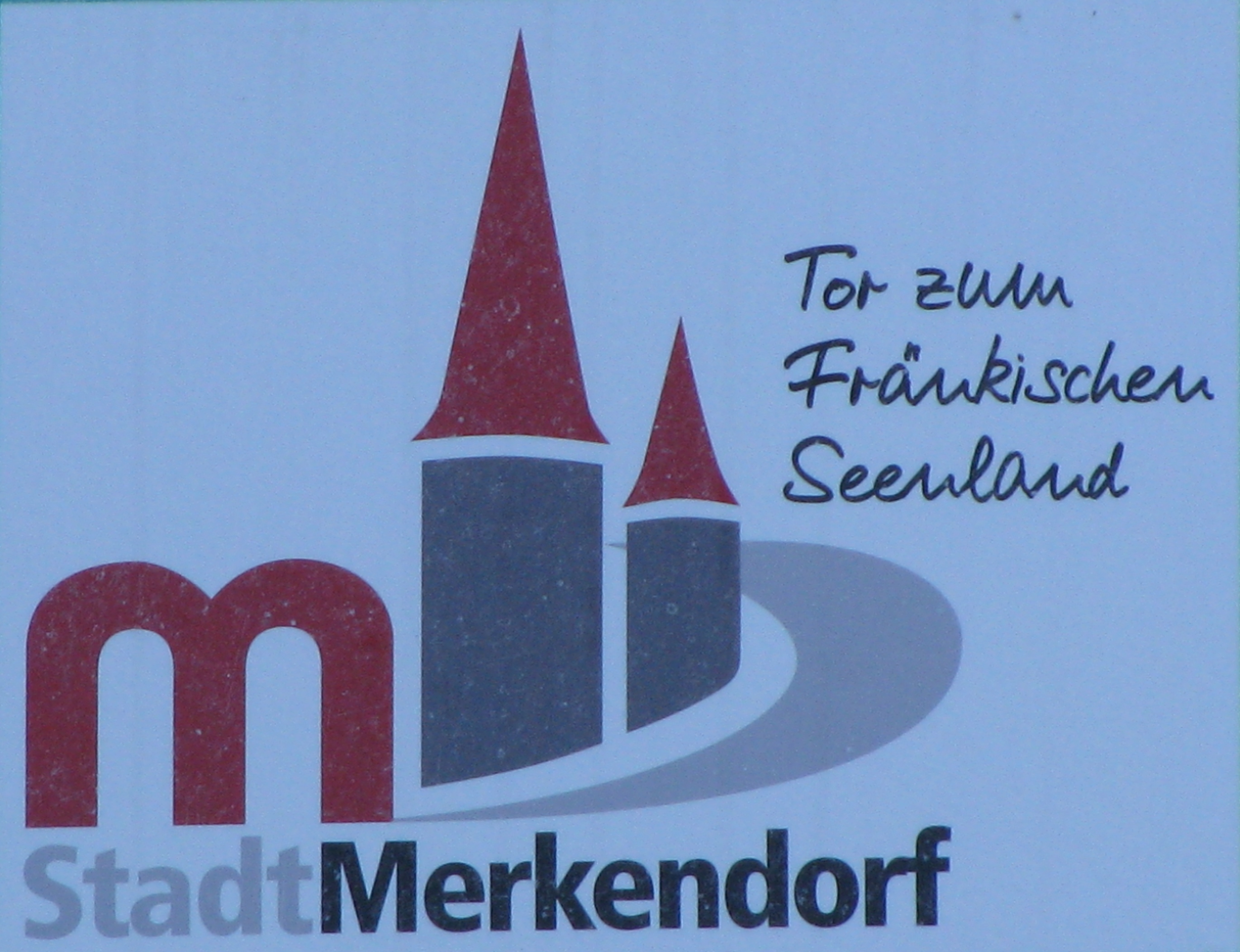
Logo der Stadt Merkendorf

Das 2003 eingeführte Logo der Stadt Merkendorf zeigt in abstrakter Form die Stadtmauer mit Graben. Links daneben steht ein kleines M, das den Anfangsbuchstaben des Stadtnamens repräsentiert. Rechts neben Stadtgraben und Mauer befindet sich der Slogan der Stadt: Tor zum Fränkischen Seenland.

### Städtefreundschaften
Merkendorf unterhält freundschaftliche Beziehungen zu anderen Orten im deutschsprachigen Raum mit dem gleichen Namen. Die folgenden Orte haben sich zum Verein Europäische Merkendorfs e. V. zusammengeschlossen:
- Merkendorf bei Ansbach in Bayern
- Merkendorf bei Bamberg in Bayern
- Merkendorf bei Coburg in Bayern
- Merkendorf bei Zeulenroda-Triebes in Thüringen
- Merkendorf bei Eutin in Schleswig-Holstein
- Merkendorf bei Feldbach in der Steiermark

Alle zwei Jahre findet ein Treffen in einem anderen Merkendorf statt, um sich auszutauschen und sportliche und kulturelle Veranstaltungen zu erleben. 2010 und 2019 war die Stadt Merkendorf Ausrichter dieses Treffens.
Der Verein Europäische Merkendorfs e. V. wurde am 19. Juni 1992 durch die Merkendorfs aus Mittelfranken, Oberfranken, Thüringen, Ostholstein und der Steiermark gegründet.

### Raumordnung
Im Jahre 2003 schlossen sich in der Kommunalen Allianz Altmühl-Mönchswald-Region Merkendorf, Mitteleschenbach, Ornbau, Weidenbach und Wolframs-Eschenbach zusammen, um den Tourismus im Altmühl-Mönchswald-Gebiet auszubauen.

## Kultur, Sehenswürdigkeiten und Freizeit

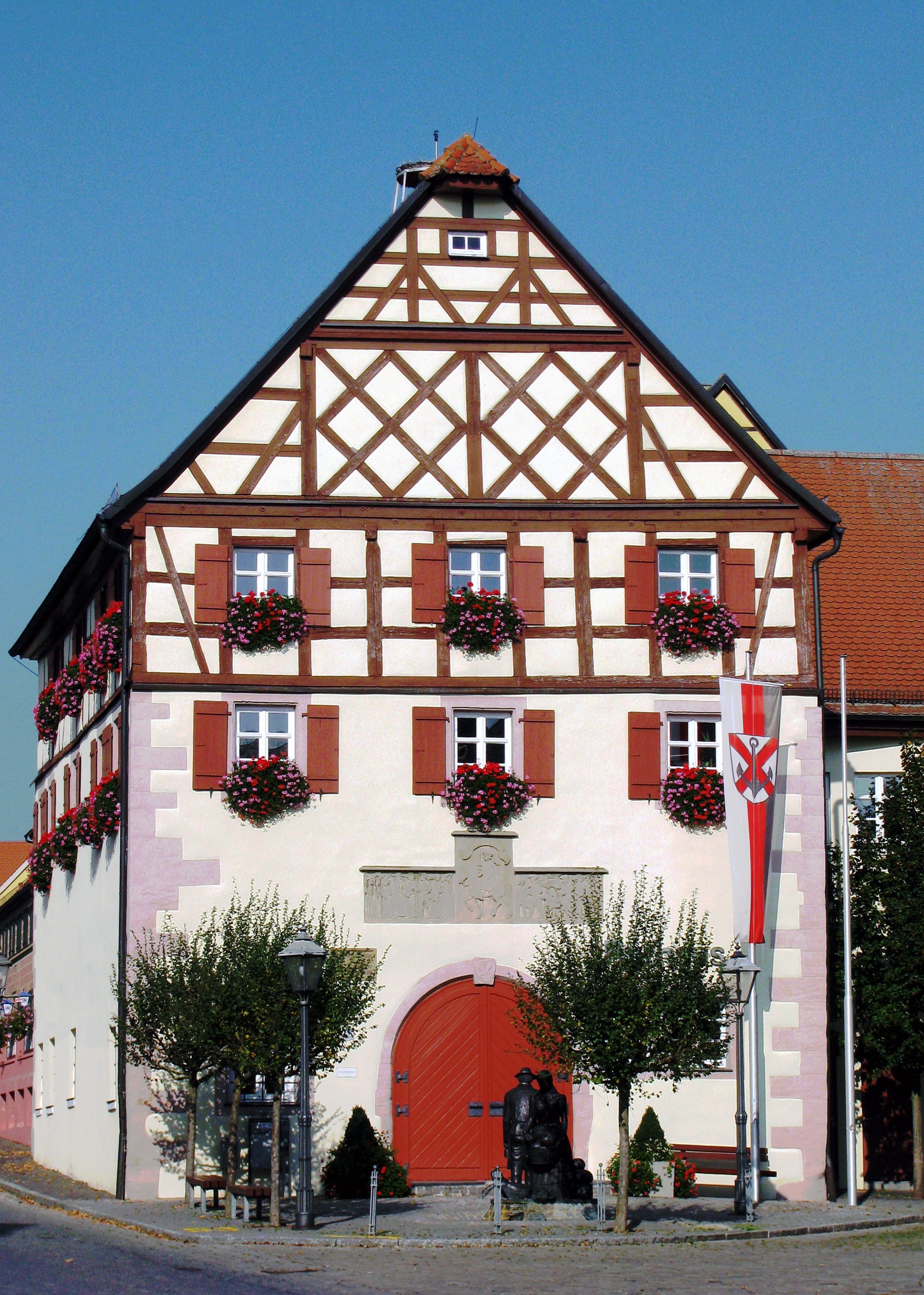
Rathaus Merkendorf

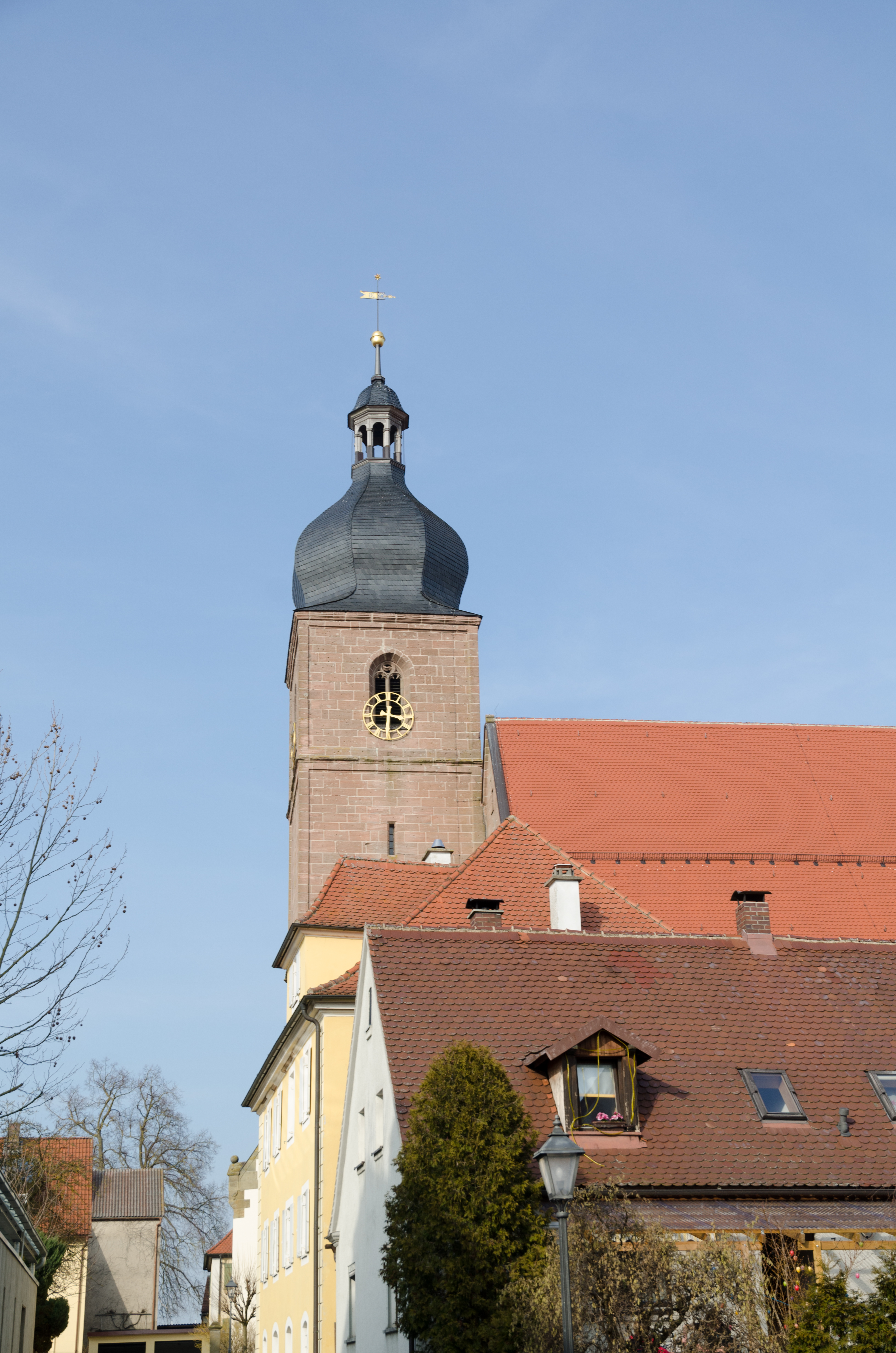
Stadtkirche Merkendorf

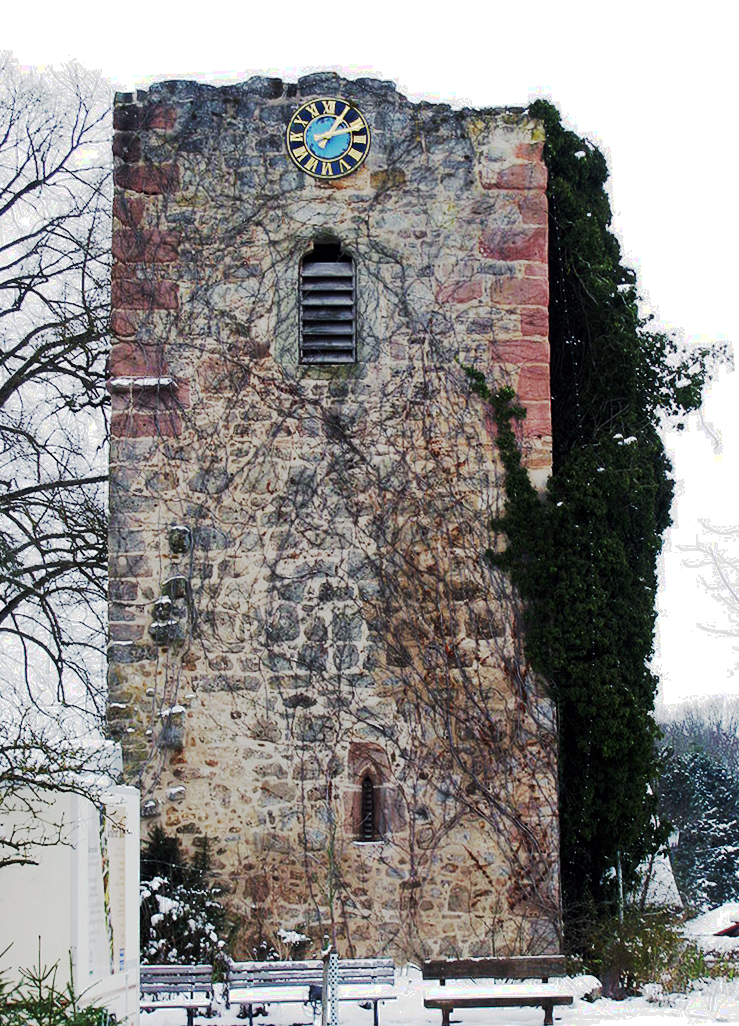
Turmruine in Großbreitenbronn

### Bauwerke
Die Altstadt liegt innerhalb der spätmittelalterlichen Stadtmauer und hat einen annähernd quadratischen Grundriss mit vielen denkmalgeschützten Bauwerken. Dominierend ist die spätgotische Stadtkirche Unserer Lieben Frau in der Schulstraße. Der Grundstein wurde im Jahr 1478 gelegt. Sie  brannte sowohl im Dreißigjährigen Krieg als auch im Zweiten Weltkrieg aus.
Die Stadtverwaltung hat ihren Sitz im spätgotischen Rathaus am Marktplatz. Das Bauwerk diente zuerst als Rathaus, wurde dann an die örtliche Brauerei Hellein verkauft und nach einer umfassenden Renovierung 1991 wieder von der Stadtverwaltung genutzt.
Vor dem Rathaus steht der Merkendorfer Krautbrunnen. Er wurde 1991 aufgestellt und soll an die Zeit des Krautanbaus erinnern. Ebenfalls am Marktplatz befindet sich die Zehntscheune. Sie diente als Getreidespeicher für das Fürstentum Ansbach.
Direkt daneben steht das Amtshaus. Dort hatte der Amtmann des Fürstentums Ansbach seinen Sitz und verwaltete von dort aus unter anderem viele kleinere Orte, besonders im Gunzenhäuser Raum, da Merkendorf ein wichtiges Verwaltungszentrum war.
Das Kriegerdenkmal vor dem Amtshaus erinnert an die gefallenen Merkendorfer Soldaten des Ersten und Zweiten Weltkriegs.
In der Nachbarschaft der Zehntscheune steht das Steingruberhaus in der Schulstraße. Es wurde von Johann David Steingruber als Amtshaus errichtet und dient jetzt der Stadt Merkendorf für repräsentative Zwecke. Etwas weiter nördlich, ebenfalls in der Schulstraße, befinden sich das Erste und das Zweite Pfarrhaus. Die barocken Gebäude dienten den ursprünglich zwei Pfarrern der Pfarrei Merkendorf als Wohngebäude. Im Ersten Pfarrhaus sind die Pfarrwohnung und das Pfarramt untergebracht. Im Zweiten Pfarrhaus befinden sich die Wohnung des früheren Gemeindediakons sowie weitere Räume der Kirchengemeinde.
Die Altstadt beginnt im Norden am Oberen Tor und endet weiter südlich mit dem Unteren Tor. Beide sind barockisierte Bauten aus dem Spätmittelalter und stehen in der Hauptstraße. Neben dem Unteren Tor an der Ecke Haupt-/Ringstraße befindet sich das Torwachhaus, eines von ursprünglich drei Torwachhäusern der Stadt. Dort wurde von 1573 bis 1935 der Pflasterzoll erhoben. Die östliche Begrenzung der Altstadt bildet das Taschentor in der Adlerstraße. Es ist ebenfalls ein barockisierter Torbau aus dem Spätmittelalter. Vom Unteren Tor bis zum Stadtmauerturm Gerberstraße 3a verläuft ein wassergefülltes Stadtgrabenstück in der Ringstraße. Ursprünglich umlief dieser Graben die gesamte Stadtbefestigung.
In Großbreitenbronn befindet sich eine Turmruine, die zur 1187 geweihten Briccius-Kapelle gehörte.

### Museen
Das Heimat- und Krautlandmuseum in der Zehntscheune am Marktplatz wurde 1993 vom Heimatverein Merkendorf u. Umg. 1949 e. V. ins Leben gerufen. Es zeigt einen Querschnitt der Lebens- und Arbeitswelt einer kleinen Ackerbürgerstadt und des Schullebens vom Anfang des 20. Jahrhunderts bis zum lange währenden Krautanbau.
Die Bürger- und Trachtenstube um 1900 in der Adlerstraße, eine Außenstelle des Heimatmuseums, wurde 2008 eröffnet. Dort sind viele alte fränkische und Merkendorfer Trachten ausgestellt, die zu unterschiedlichen Anlässen getragen wurden.

### Regelmäßige Veranstaltungen
Die traditionelle Kirchweih wird am ersten Wochenende im September gefeiert. Von Freitag bis Montag ist der Vergnügungspark in der Altstadt aufgebaut. Die Gastronomen beginnen die Kirchweih schon am Dienstag mit Gerichten mit Merkendorfer Kraut.
Jedes Jahr findet im September die Krautwoche mit der Krautkönigin statt. Im Ortsteil Heglau wird am dritten Sonntag im September das Krautfest gefeiert.
In jedem geraden Jahr veranstaltet die Stadt im Juli das Altstadtfest, seit 2022 unter dem Motto Westernstadt.
Seit 2002 führt Anfang August die Kommune die Merkendorfer Sommerakademie durch, zu der viele Hobbykünstler anreisen. Angeboten werden u. a. Bildhauer-, Aquarellmal- und Hochdrucktechnikkurse.

### Kulinarische Spezialitäten
Seit dem Krautanbau ist in Franken und im benachbarten Württemberg das Merkendorfer Kraut bekannt. Beliebt sind bei örtlichen Festen fränkische Bratwürste mit Merkendorfer Sauerkraut.

### Sportvereine und Sportstätten
In der Stadt gibt es zwei Sportvereine, den Turn- und Sportverein Merkendorf 1914 e. V. und den Schützenverein Merkendorf 1881 e. V.
Die Mannschaften des TSV Merkendorf spielen im Kreis Nürnberg/Frankenhöhe, die Schützengruppen des SV Merkendorf im Schützengau Hesselberg.
Der TSV Merkendorf bietet die Sportarten Faustball, Fußball, Gymnastik und Fitness, Tennis, Tischtennis, Turnen und Volleyball an. Die Mannschaften spielen in den Kreisligen und Kreisklassen der jeweiligen Sportarten. Der Verein unterhält neben der Sportanlage mit Rasenplätzen und Tischtennisplatten einen weiteren Rasenfußballplatz, auf dem die Nachwuchsfußballer trainieren.
Das Naturfreibad Weißbachmühle der Stadt besteht aus einem Badeweiher mit einem Nichtschwimmerbereich. Angrenzend befindet sich ein Zeltplatz. 2018 wurde die Anlage als Freizeitzentrum Weißbachmühle nach einer Generalsanierung wiedereröffnet. Die Schulturnhalle wird für Volkshochschulkurse und den Schulsportunterricht genutzt.

## Wirtschaft und Infrastruktur

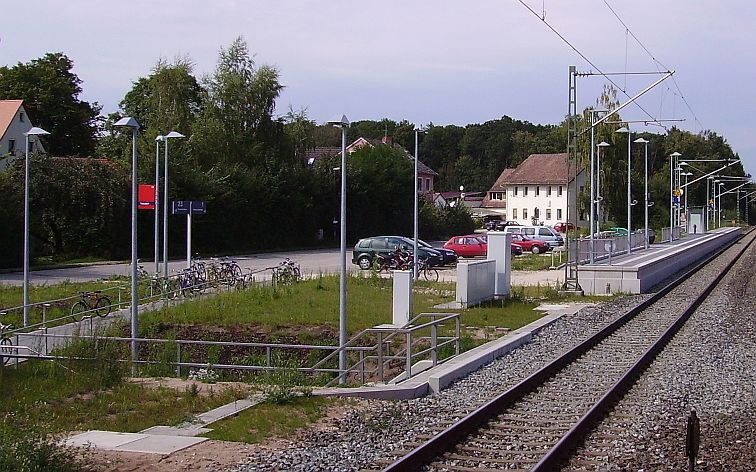
Bahnhof Triesdorf

### Verkehr
Merkendorf liegt an der Bundesstraße 13, die zur Anschlussstelle 52 der Bundesautobahn 6 (10,5 km nordwestlich) bzw. nach Muhr am See (5 km südlich) führt. Die Staatsstraße 2220 führt nach Wolframs-Eschenbach (3,5 km nordöstlich). Gemeindeverbindungsstraßen führen nach Triesdorf Bahnhof (1,6 km westlich), nach Willendorf (2,2 km westlich), nach Heglau zur Kreisstraße AN 59 (2 km südlich) und zur Kreisstraße AN 12 bei Biederbach (1,7 km östlich). Ein Anliegerweg führt zur Weißbachmühle (0,8 km westlich).
Im Gemeindeteil Triesdorf Bahnhof hat Merkendorf mit dem Bahnhof Triesdorf Anschluss an die Bahnstrecke Treuchtlingen–Würzburg.
Es verkehren außerdem ÖPNV-Busse des Verkehrsverbundes Großraum Nürnberg (VGN) und Schulbusse nach Ansbach, Heilsbronn, Mitteleschenbach, Neuendettelsau, Windsbach und Wolframs-Eschenbach.
Durch das Stadtgebiet verlaufen die Radwege Europäische Wasserscheide, Altmühltalradweg und Krautlandradweg.
Fernwanderwege im Stadtgebiet sind Der Seenländer, die Rangau-Linie des Main-Donau-Wegs, der Parsifal-Weg, der Rangau-Quer- und der Rangau-Randweg sowie der Theodor-Bauer-Weg. Der Rundwanderweg Zwei-Städte-Weg verbindet mit dem Nachbarort Wolframs-Eschenbach.

### Landwirtschaft
Die Gegend ist wegen des jahrhundertelangen Anbaus von Gemüsekohl bekannt als fränkisches Krautland. Die sandigen Böden machen den Krautanbau möglich.
In jüngster Zeit wurde das Kraut durch den Massenanbau von Mais für Biogasanlagen verdrängt. Im Stadtgebiet stehen mehrere Biogasanlagen.

### Merkendorfer Krautland
Die Umgebung ist seit dem Dreißigjährigen Krieg nachweislich stark vom Krautanbau geprägt. Durch den braungefärbten, lehmigen Sandboden, entstanden durch Verwitterung von Blasensandstein, wurde der Krautanbau begünstigt. Zum Krautland, das bis in die 1970er Jahre existierte, gehörten neben Merkendorf die Ortschaften Wolframs-Eschenbach, Biederbach, Reutern, Gerbersdorf, Großbreitenbronn, Heglau, Hirschlach, Kleinbreitenbronn, Weidenbach und Leidendorf. Das Gebiet umfasste ca. 180 ha und zählte somit zu den größeren Anbaugebieten von Weißkohl in Bayern. Durch den Verkauf des Krauts in die Residenzstadt Ansbach an den Hof des Markgrafen, nach Württemberg (im 17. Jahrhundert) und an die Wochenmärkte in Ansbach und Gunzenhausen (im 20. Jahrhundert) bescherte es der Kleinstadt einen gewissen Wohlstand und überregionale Bekanntheit. Das Kraut wurde in großen Leiterwagen im 20. Jahrhundert zum Bahnhof Triesdorf gefahren, wo es verladen und nach Ansbach und Gunzenhausen gefahren wurde. Aber auch die Krautwagen selbst fuhren zu den Märkten nach Triesdorf, Ansbach, Gunzenhausen, Weißenburg, Spalt und Schwabach.

### Pädagogische Einrichtungen
Die evangelisch-lutherische Kirchengemeinde Merkendorf ist Träger der zwei Kindergärten Pusteblume (ehemals Am Grenzbuck) in der Straße Am Grenzbuck mit 67 Kindern (Stand: 2014) und Weidachstrolche (ehemals Im Weidach) in der Lindenstraße mit 51 Kindern (Stand: 2014).
In der Bammersdorfer Straße gibt es eine Grundschule (Volksschule Merkendorf) mit 90 Schülern (Stand: 2014).

### Banken
In der Stadt gibt es eine Zweigstelle der Sparkasse Gunzenhausen. Die eigene Filiale der VR-Bank Mittelfranken Mitte schloss Anfang 2025. Seitdem besteht eine so genannte SB-Filiale in den Räumen der Sparkasse.

### Ansässige Unternehmen
Der größte Arbeitgeber in der Stadt ist der Biogasanlagenbauer agriKomp, nachdem die Arnold Zentralverwaltungsgesellschaft 2014 für das Werk Merkendorf der Konzerngesellschaft Glaswerke Arnold Insolvenz angemeldet hatte. Die Glaswerke zogen 1993 von Gunzenhausen in die Neuseser Straße nach Merkendorf. Seit 2005 haben sich mittelständische Unternehmen, die in den Bereichen erneuerbare Energie -– hauptsächlich Biogasanlagentechnologie – tätig sind, im Gewerbegebiet Energiepark niedergelassen, das an der B 13 liegt. Der Hauptsektor der großen Merkendorfer Firmen liegt im Biogasanlagenbau und Solaranlagenbereich.
Neben dem jahrhundertelangen Krautanbau wurde in der Stadt Merkendorf lange Zeit Bier gebraut. Von den ehemals drei Brauereien schlossen zwei bereits vor dem Ersten Weltkrieg; die Brauerei Hellein (Vorderer Hellein genannt) hielt bis 1965 den Betrieb aufrecht. Die anderen beiden Brauereien waren der Hintere Hellein und der Grünbaumwirt.
In den Räumen der ehemaligen Glaswerke Arnold hat sich das Fraunhofer-Institut für Integrierte Schaltungen mit dem Technologiezentrum Phänotypisierung angesiedelt.

### Erneuerbare Energie
Merkendorf begann im Jahr 2005 mit der Erschließung des Gewerbegebietes Energiepark die Selbstversorgung mit Strom aus erneuerbaren Energiequellen. 2013 lag der Selbstversorgungsgrad mit elektrischer Energie bei 265 %. Die Wertschöpfung aus der Einspeisevergütung lag somit bei 3 Mio. Euro. Für den großen Einsatz zur Gewinnung alternativer Energie wurde die Stadt mehrmals ausgezeichnet, 2009 erhielt sie das Siegel Klimaschutzkommune.
Neben einer hohen Dichte an Biogasanlagen gibt es im Stadtgebiet mehrere Freiflächenfotovoltaikanlagen sowie ein kleines Wasserkraftwerk.

### Medien
Im Gebiet der Stadt erscheinen die regionalen Tageszeitungen Fränkische Landeszeitung für den Landkreis Ansbach und der Altmühl-Bote für den Altlandkreis Gunzenhausen.
Jeden letzten Donnerstag im Monat erscheint das städtische Amts- und Mitteilungsblatt.
Der Heimatverein bringt zweimal im Jahr den Merkendorfer Heimatbrief heraus, der an ehemalige Einwohner in aller Welt verschickt wird.
Die Wochenzeitungen WiB, Wochenanzeiger und die 14-täglich erscheinenden Habewind News aus Windsbach werden kostenlos an jeden Haushalt verteilt.
Dreimal im Jahr erhält jeder evangelische Haushalt kostenfrei den gemeinsamen Gemeindebrief der evangelischen Kirchengemeinden Merkendorf–Wolframs-Eschenbach und Hirschlach.

### Öffentliche Einrichtungen
Im Rathaus ist das Standesamt untergebracht. Standesbeamter ist der Erste Bürgermeister, der vom Stadtrat dazu bestellt wird. Als kommunale Einrichtung gibt es in städtischer Trägerschaft eine Zentralkläranlage, der Wertstoffhof steht unter Landkreisaufsicht. Die Müllabfuhr übernimmt ein privates Unternehmen. Die Wasserversorgung stellt der Zweckverband zur Wasserversorgung der Reckenberg-Gruppe sicher; Strom und Gas kommen vom Energieversorger N-ERGIE.

## Persönlichkeiten

### Ehrenbürger
- Leonhardt Weger (†, langjähriger Gemeindekassierer; Ehrenbürger seit 1919)[122]
- Karl Preis (†, Stadtpfarrer von 1915 bis 1930; Ehrenbürger seit 1930)[123]
- Adolf Kirsch († 1966, Kirchenrat, Stadtpfarrer von 1931 bis 1940; Ehrenbürger seit 1949)[124]
- Margarete Weglehner (†, Stifterin)
- Max Auernhammer (†, Hauptlehrer und Schulleiter, Organist)
- Ernst Klar (†,  Fabrikant; Ehrenbürger seit 1986)[125]
- Heinrich Helmreich (†, Bürgermeister von 1966 bis 1984; Ehrenbürger seit 1999)
- Karl Huber (Bürgermeister von 1984 bis 2002; Ehrenbürger seit 2011)[126]
- Wilhelm Hellein (Förderer; Ehrenbürger seit 2020)[127]

### Persönlichkeiten mit Ortsbezug
- Friedrich Layriz (1808–1859), Verfasser der dritten und vierten Strophe des Weihnachtsliedes Es ist ein Ros entsprungen, 2. Pfarrer an der Hirschlacher Kirche
- Wilhelm Löhe (1808–1872), Gründer der Diakonie Neuendettelsau, Vikar an der Merkendorfer Stadtkirche
- Simon Schöffel (1880–1959), Landesbischof der Evangelisch-Lutherischen Kirche im Hamburgischen Staate, Vikar an der Merkendorfer Stadtkirche
- Heinrich Rottenberger (1899–1956), deutscher Politiker (SPD), in Merkendorf geboren
- Hermann Schmidt (1902–1993), deutscher Mathematiker und Hochschullehrer, in Merkendorf geboren
- Friedrich Candidus (1904–1986), deutscher Heimatdichter und Oberlehrer, Lehrer in Merkendorf
- Wilhelm Koch (1926–2018), deutscher Beamter, Heimatforscher und Buchautor, Erforscher der Stadtgeschichte
- Karl-Friedrich Beringer (* 1948), ehemaliger Leiter des Windsbacher Knabenchors, lebt seit 2012 in Merkendorf.

## Film
- Ehemalige Hoflieferanten – Die Merkendorfer Krautbauern, Dokumentation von Gabriele Mooser, 2008.[128]

### Monographien
- Wilhelm Koch und Heinrich Helmreich: Merkendorf – Historische Kleinstadt im Fränkischen Seenland. Herausgeber Stadt Merkendorf 1988.
- Heinrich Helmreich: Merkendorf 1945 – 50 Jahre danach – Zeitzeugen erinnern sich. Herausgeber Heimatverein Merkendorf 1995.
- Wilhelm Koch: 600 Jahre Stadt Merkendorf 1398–1998. Herausgeber Stadt Merkendorf 1998.
- Wilhelm Koch: Krieg und Frieden – Merkendorf 1944–1949. Herausgeber Stadt Merkendorf 2006.
- Wilhelm Koch: Merkendorfer Kraut in Vergangenheit und Gegenwart. Herausgeber Stadt Merkendorf 2008.

### Artikel und Aufsätze
- Johann Kaspar Bundschuh: Merkendorf. In: Geographisches Statistisch-Topographisches Lexikon von Franken. Band 3: I–Ne. Verlag der Stettinischen Buchhandlung, Ulm 1801, DNB 790364301, OCLC 833753092, Sp. 575 (Digitalisat).
- Johann Bernhard Fischer: Merkendorf. In: Statistische und topographische Beschreibung des Burggraftums Nürnberg, unterhalb des Gebürgs, oder des Fürstentums Brandenburg-Anspach. Zweyter Theil. Enthaltend den ökonomischen, statistischen und sittlichen Zustand dieser Lande nach den funfzehen Oberämtern. Benedict Friedrich Haueisen, Ansbach 1790, OCLC 159872968, S. 419–420 (Digitalisat).
- Karl Gröber, Felix Mader: Bezirksamt Gunzenhausen (= Die Kunstdenkmäler von Bayern. Mittelfranken 6). R. Oldenbourg, München 1937, DNB 366496220, S. 217–230.
- Georg Paul Hönn: Merckendorf. In: Lexicon Topographicum des Fränkischen Craises. Johann Georg Lochner, Frankfurt und Leipzig 1747, OCLC 257558613, S. 353 (Digitalisat).
- Manfred Jehle: Ansbach: die markgräflichen Oberämter Ansbach, Colmberg-Leutershausen, Windsbach, das Nürnberger Pflegamt Lichtenau und das Deutschordensamt (Wolframs-)Eschenbach (= Historischer Atlas von Bayern, Teil Franken. I, 35). Kommission für bayerische Landesgeschichte, München 2009, ISBN 978-3-7696-6856-8.
- Hansgeorg Klauss u. a. (Hrsg.): Der Landkreis Gunzenhausen. Verl. f. Behörden u. Wirtschaft Hoeppner, Aßling-Pörsdorf/Obb. 1966, DNB 456843604, S. 170–174.
- Georg Muck: Geschichte von Kloster Heilsbronn von der Urzeit bis zur Neuzeit. Band 2. Verl. für Kunstreprod. Schmidt, Neustadt an der Aisch 1993, ISBN 3-923006-90-X, S. 453–469 (Volltext [Wikisource] – Erstausgabe: Beck, Nördlingen  1879).
- Wolf-Armin von Reitzenstein: Lexikon fränkischer Ortsnamen. Herkunft und Bedeutung. Oberfranken, Mittelfranken, Unterfranken. C. H. Beck, München 2009, ISBN 978-3-406-59131-0, S. 147.
- Gottfried Stieber: Merckendorff. In: Historische und topographische Nachricht von dem Fürstenthum Brandenburg-Onolzbach. Johann Jacob Enderes, Schwabach 1761, OCLC 231049377, S. 585–589 (Digitalisat).
- Robert Schuh: Gunzenhausen (= Historisches Ortsnamenbuch von Bayern, Mittelfranken. Band 5). Michael Laßleben, Kallmünz 1979, ISBN 3-7696-9922-X, S. 183–186.
- Pleikard Joseph Stumpf: Merkendorf. In: Bayern. Ein geographisch-statistisch-historisches Handbuch des Königreiches. Zweiter Theil. München 1853, OCLC 643829991, S. 729 (Digitalisat).